# Pleurotomella itama
Pleurotomella itama é uma espécie de gastrópode do gênero Pleurotomella, pertencente a família Raphitomidae.